# Colegiul Național „Mircea cel Bătrân” din Constanța
Liceul Teoretic „Mircea cel Bătrân” Constanța, cunoscut și sub titlul onorific de Colegiul Național „Mircea cel Bătrân” Constanța (CNMB), este o instituție de învățământ preuniversitar constănțeană, onorată cu titlul de Colegiu Național datorită existenței sale de peste un secol.

## Istoric
La 1 septembrie 1896 a fost înființat Gimnaziul Clasic de Băieți din Constanța, precursorul actualului colegiu. Primii ani au fost marcați de lipsa unui spațiu adecvat, instituția funcționând în diverse locații improprii. În anul școlar 1896–1897, gimnaziul avea două clase și era condus de profesorul de matematică Demetru Rădulescu. În 1901, gimnaziul a primit numele „Mircea cel Bătrân”, dar condițiile materiale au continuat să fie precare. Abia în 1906, în urma vizitei regelui Carol I, au fost demarate demersuri serioase pentru îmbunătățirea bazei materiale.
Începând cu 1907, directorul N. T. Negulescu a inițiat o reformă profundă: a condiționat acceptarea funcției de sprijinul autorităților pentru transformarea gimnaziului în liceu, selectarea riguroasă a cadrelor didactice și dotarea corespunzătoare a instituției. Astfel, în 1911, Gimnaziul „Mircea cel Bătrân” a fost oficial transformat în liceu prin ordinul Prefecturii Constanța, structurat conform Legii Haret în două cicluri de câte patru ani, cu secții reală și modernă.
Planurile de construire a unui sediu propriu au fost întrerupte de Primul Război Mondial. Mulți dintre elevii și profesorii liceului au participat la luptele din cadrul Diviziei a 9-a Infanterie, iar clădirea instituției a fost transformată succesiv în spital militar român și german. După război, activitatea a fost reluată cu dificultate, în condiții precare, ceea ce a determinat mobilizarea comunității locale pentru susținerea instituției prin donații și voluntariat.
La 13 octombrie 1923 a fost pusă piatra de temelie a actualului sediu al liceului, în prezența Președintelui Consiliului de Miniștri, Ionel I.C. Brătianu, a Patriarhului Miron Cristea și a Ministrului Instrucțiunii, dr. Constantin Angelescu. Construcția, care urma să adăpostească atât Liceul Teoretic, cât și o Școală Comercială, s-a desfășurat pe parcursul mai multor ani, fără a fi finalizată conform planurilor inițiale. Finanțarea lucrărilor a provenit în principal din donații locale – de la cetățeni, comercianți angrosiști, armatori, autoritățile locale și prin evenimente școlare – la care s-au adăugat fonduri anuale alocate de Ministerul Instrucțiunii. Directorul Gheorghe Coriolan a avut un rol esențial în atragerea acestor resurse.
În anul 1928 a fost inaugurată o parte importantă a clădirii, iar în anii 1930 a fost dat în folosință corpul principal, care găzduiește în prezent Teatrul Național de Operă și Balet „Oleg Danovski”. În același an, Liceul „Mircea cel Bătrân” a fost clasificat ca liceu de elită, de tip „E”, de către Ministerul Instrucțiunii Publice. Absolvenții săi au urmat cariere în diverse domenii, atât în România, cât și în străinătate, consolidând renumele liceului.
Al Doilea Război Mondial și regimul comunist au afectat profund activitatea liceului. După război, între 1945 și 1958, clădirea liceului a fost ocupată de armata sovietică, ceea ce a determinat desfășurarea cursurilor în a doua parte a zilei, în sediul Liceului „Domnița Ileana” (astăzi Liceul „Mihai Eminescu”). Situația s-a remediat în anul 1958, odată cu eliberarea spațiului inițial. În 1974, instituția s-a extins cu o nouă aripă și o sală de educație fizică.
În 1996, cu ocazia centenarului, liceul a primit titulatura de „Colegiu Național”. De-a lungul istoriei sale, Colegiul Național „Mircea cel Bătrân” a format numeroase personalități marcante ale culturii, științei și vieții publice românești, contribuind semnificativ la dezvoltarea educației în Dobrogea. Viața culturală a Colegiului Național „Mircea cel Bătrân” a fost animată, de-a lungul timpului, de inițiativele elevilor și cadrelor didactice. Printre acestea se remarcă activitățile Societății elevilor „I. L. Caragiale” și publicarea unor reviste școlare precum Șoimii Dobrogei, Îndrumarea, Tinerimea Dobrogeană, Șoptiri Dobrogene, Aoptabe și Zări Albastre.  
În prezent, Colegiul Național „Mircea cel Bătrân” se remarcă prin rezultatele deosebite ale elevilor la concursuri școlare naționale și internaționale, reflectând un înalt nivel de pregătire academică. Cadrele didactice participă activ la programe de perfecționare profesională organizate în cadrul inițiativelor Uniunii Europene, precum Lingua, Comenius și Arion. Instituția este implicată constant în proiecte culturale și educaționale cu dimensiune europeană și a inițiat programul „Laboratory School”, care promovează inovația în educație. Aceste inițiative, alături de numeroase alte activități extracurriculare și parteneriate internaționale, contribuie la consolidarea prestigiului colegiului atât la nivel național, cât și internațional.

## Directori
- 1896 - 1899   Demetru Rădulescu[3]
- 1899 - 1900   Ion Bănescu[3]
- 1900 - 1901   Virgil Andronescu[3]
- 1901 - 1902   Ion Bănescu[3]
- 1902 - 1903   Vasile Dumitrescu[3]
- 1903 - 1904   Bogdan Ionescu[3]
- 1904 - 1905   Mihail Dumitrescu[3]
- 1905 - 1907   Ion Fodor[3]
- 1907 - 1918   Nicolae T. Negulescu[3]
- 1918 - 1920   Constantin Lăzărescu[3]
- 1920 - 1925   Gheorghe Coriolan[3][4]
- 1925 - 1926   Ion Georgescu[3]
- 1926 - 1940   Gheorghe Coriolan[3]
- 1940 - 1942   Nicon Turtureanu[3]
- 1942 - 1945   Nicolae Vasiliu[3]
- 1945 - 1946   Ion Ciocan[3]
- 1946 - 1948   Ion Banu[3]
- 1948 - 1949   Ion Bădică[3]
- 1949 - 1951   Petre Dragoș[3]
- 1951 - 1959   Ion Zaharia[3]
- 1959 - 1966   Marin Chiru[3]
- 1966 - 1971   Ion Lungu[3]
- 1971 - 1982   Sever Baltac[3]
- 1982 - 1987   Valeriu Angelescu[3]
- 1987 - 1990   Sever Baltac[3]
- 1990 - 1996   Dumitru Țifrea[3]
- 1996 - 1998   Doru Constantin Caragea[3]
- 1998 - 2002   Lucian Oprea[3]
- 2002 - 2025   Vasile Nicoară[3]

## Profesori
- Ioan Georgescu (1889-1968), profesor de istorie și limba română
- Marin Ionescu Dobrogianu[2]
- Nicholas Georgescu-Roegen[5]
- Murat Iusuf[6]

## Elevi
- Haig Acterian[7]
- Nicolae Bacalbașa[8]
- Pavel Chihaia[2]
- Krikor Pambuccian
- Ion Jalea[2]
- Alexandru Pesamosca[2][9]
- Lucian Grigorescu[2]
- Varujan Cozîghian[10][2]
- Stere Gulea[2]
- Petre T. Frangopol[2]
- Paul Bran[2]
- Marian-Traian Gomoiu[11]
- Pericle Martinescu[2]
- Ion Marin Sadoveanu[2]
- Harry Tavitian[2]